# Operação Nó Górdio
A Operação Nó Górdio foi a maior e mais dispendiosa campanha militar portuguesa na província ultramarina de Moçambique, na África Oriental. Decorreu em 1970, durante a Guerra Colonial Portuguesa (1961 - 1974). Os objectivos desta campanha consistiam em erradicar as rotas de infiltração das guerrilhas independentistas ao longo da fronteira com a Tanzânia e destruir as suas bases permanentes em Moçambique. A Nó Górdio durou sete meses, mobilizou no total trinta e cinco mil militares e foi parcialmente bem-sucedida.
A operação consistia num cerco intenso com vista ao isolamento do núcleo central do Planalto dos Macondes, onde se encontravam as grandes bases de Gungunhana (objectivo A), Moçambique (objectivo B) e Nampula (objectivo C). Após conseguido o isolamento, estava programado o assalto e destruição destes objectivos. Atingindo estes objectivos, esperava-se uma desarticulação e desmoralização da FRELIMO, embora esta não tenha sido impedida de actuar em qualquer dos teatros de operações, conforme se verificou posteriormente.
A Nó Górdio foi lançada sob ordens de Kaúlza de Arriaga, entretanto promovido a comandante-chefe após oito meses de comando de forças terrestres no teatro de operações moçambicano, e executada pelo Comando Operacional das Forças de Intervenção (COFI). O início da Operação Nó Górdio foi marcado para 1 de Julho de 1970, com a presença do general Comandante-Chefe e do seu Estado-Maior em Mueda, prolongando-se até 6 de Agosto, tendo participado mais de oito mil homens, onde se incluía a totalidade das forças especiais (Comandos, pára-quedistas e Fuzileiros) e dos Grupos Especiais e a quase totalidade da artilharia de campanha, unidades de reconhecimento e de engenharia.
Esta operação incluía acção psicológica, com uma secção instalada em Mueda, e equipas de acção psicossocial em Mueda e no Sagal.
Segundo os relatórios em Portugal, terão sido mortos 651 guerrilheiros e 1840 capturados contra 132 militares portugueses mortos. Kaúlza de Arriaga reivindicou também que as suas tropas teriam destruído 61 bases e 165 campos, e capturadas 40 toneladas de munição, apenas nos primeiros dois meses. Estima-se que 50% das baixas portuguesas tenham sido causadas por engenhos explosivos.

## Sugestões bibliográficas
- Gomes, Carlos Matos, "Moçambique 1970: operação nó górdio", Lisboa. Tribuna da História, 2002